# Karl Hanke
Karl Augustus Hanke (Lauban, Silezië, 24 augustus 1903 - platteland Bohemen, 8 juni 1945) was een nationaalsocialistische gouwleider van Neder-Silezië tijdens de Tweede Wereldoorlog. Hij was ook voor veertig dagen in 1945 de laatste Reichsführer-SS.
Hij verklaarde de grote Duitse stad Breslau op bevel van Hitler tot Festung Breslau, dwong de bevolking lange tijd niet te evacueren voor het Rode Leger en dwong de Volkssturm barricades op te werpen. Hij inspecteerde zelf de verdedigingswerken rond de stad, leidde maandenlang het verzet in de omsingelde stad, maar vluchtte dagen voor de overgave van de Festung (6 mei 1945) met een Fieseler Fi 156 Storch. Hij werd later in Bohemen op de vlucht uit een gevangeniskamp doodgeschoten door Tsjechen of Amerikanen.
In 1938 had hij een heimelijke relatie met Magda Goebbels, de vrouw van propagandaminister Joseph Goebbels.

## Carrière
Hanke bekleedde verschillende rangen in zowel de Reichsheer als Heer. De volgende tabel laat zien dat de bevorderingen niet synchroon liepen.
| Datum                                         | Reichsheer      | Sturmabteilung | NSDAP                     | RMVP                | Allgemeine-SS                                 | Heer                     |
| --------------------------------------------- | --------------- | -------------- | ------------------------- | ------------------- | --------------------------------------------- | ------------------------ |
| 7 augustus 1920                               | Zeitfreiwillige | —              | —                         | —                   | —                                             | —                        |
| 1929                                          | —               | SA-Mann        | —                         | —                   | —                                             | —                        |
| 1929                                          | —               | —              | Zellenobmann der NSDAP    | —                   | —                                             | —                        |
| 1929                                          | —               | —              | Unterstrassenzellenleiter | —                   | —                                             | —                        |
| 1930                                          | —               | —              | Strassenzelllenleiter     | —                   | —                                             | —                        |
| 1930                                          | —               | —              | 1. Sektionführer          | —                   | —                                             | —                        |
| 1931                                          | —               | —              | Bezirksführer             | —                   | —                                             | —                        |
| 1932                                          | —               | —              | Gauorganisationsleiter I  | —                   | —                                             | —                        |
| 6 november 1932                               | —               | —              | Reichshaupsamtsleiter     | —                   | —                                             | —                        |
| 6 november 1932                               | —               | —              | Hauptamtsleiter           | —                   | —                                             | —                        |
| 27 juni 1933                                  | —               | —              | —                         | Ministerialrat      | —                                             | —                        |
| 15 februari 1934                              | —               | —              | —                         | —                   | SS-Anwärter                                   | —                        |
| 7 augustus 1934                               | —               | —              | —                         | —                   | SS-Sturmbannführer                            | —                        |
| 20 april 1935                                 | —               | —              | —                         | —                   | SS-Obersturmbannführer                        | —                        |
| 15 september 1935                             | —               | —              | —                         | —                   | SS-Standartenführer                           | —                        |
| 20 april 1937                                 | —               | —              | —                         | —                   | SS-Oberführer                                 | —                        |
| 20 april 1937                                 | —               | —              | —                         | Ministerialdirektor | —                                             | —                        |
| 26 november 1937 - februari 1938              | —               | —              | —                         | Staatssekretär      | —                                             | —                        |
| juli 1939 - 14 augustus 1939                  | —               | —              | —                         | —                   | —                                             | Panzerschütze            |
| 1939                                          | —               | —              | —                         | —                   | —                                             | Leutnant der Reserve     |
| januari 1940                                  | —               | —              | —                         | —                   | —                                             | Oberleutnant der Reserve |
| 28 januari 1941                               | —               | —              | Gauleiter                 | —                   | —                                             | —                        |
| 9 maart 1941 (met ingang van 30 januari 1941) | —               | —              | —                         | —                   | SS-Brigadeführer                              | —                        |
| 20 april 1941:                                | —               | —              | —                         | —                   | SS-Gruppenführer                              | —                        |
| 30 januari 1942                               | —               | —              | —                         | —                   | —                                             | Hauptmann der Reserve    |
| 30 januari 1944                               | —               | —              | —                         | —                   | SS-Obergruppenführer                          | —                        |
| 29 april 1945                                 | —               | —              | —                         | —                   | Reichsführer-SS en Chef der Deutschen Polizei | —                        |

Opmerking: Dienstalterslisten der SS van 30 januari 1942 geeft aan de rang van Hauptmann in het Heer, maar de SS-DAL van 9 november 1944 blijkt het Leutnant der Reserve.

## Lidmaatschapsnummers
- NSDAP-nr.: 102 606[13] (lid geworden 1 november 1928[3][2][11])
- SS-nr.: 203 113[13] (lid geworden 15 februari 1934[3][11])

## Decoraties
Selectie:
- IJzeren Kruis 1939, 1e Klasse (11 juni 1940[3]) en 2e Klasse (mei 1940[3])
- Gewondeninsigne 1939 in zwart in 1939[4]- 1940[3]
- Panzerkampfabzeichen in zilver in 1940[3][18]
- Ehrendegen des Reichsführers-SS[13][18][15][4]
- SS-Ehrenring[18][15][4]
- Gouden Ereteken van de NSDAP[18] op 30 januari 1938[3]
- Gouden Ereteken van de Hitlerjeugd met Eikenloof op 30 augustus 1941[3][18][4][5]
- Duitse Orde, 2e Klasse op 12 april 1945 (voor de verdediging van de Festung Breslau)[3][18][4][17]
- Duits Olympisch Ereteken, 1e Klasse[18] of 2e Klasse[3] in 1936[18][3]
- Dienstonderscheiding van de SS, 2e Graad (12 dienstjaren)[3][18]
- Duitse Ruiter Onderscheiding in zilver op 4 november 1938[3][18]
- Julleuchter der SS op 16 december 1935[3]

Julius Schreck (1925-1926) · Joseph Berchtold (1926-1927) · Erhard Heiden (1927-1929) · Heinrich Himmler (1929-1945) · Karl Hanke (1945)